# هربرت کوک (بازیکن فوتبال اهل انگلستان)
هربرت کوک (انگلیسی: Herbert Cock؛ ۷ اکتبر ۱۹۰۰ – january 1977 (aged 76)) بازیکن فوتبال اهل بریتانیا بود.
از باشگاه‌هایی که در آن بازی کرده‌است می‌توان به باشگاه فوتبال برنتفورد اشاره کرد.